# ローレンス・ビグルー
ローレンス・ビグルー（Lawrence Vigouroux, 1993年11月19日 - ）は、イングランド・ロンドン・カムデン区出身のサッカー選手。プレミアリーグ・バーンリーFC所属。ポジションはゴールキーパー。

## 代表歴
2018年8月30日に日本代表と韓国代表との親善試合に臨むチリ代表メンバーに初招集された。(日本代表との親善試合は北海道胆振東部地震の影響で中止になった。)